# Гуннхильд Мать Конунгов
Гуннхильд Мать Конунгов (норв. Gunnhildr konungamóðir; примерно 910 — примерно 980) — жена короля Норвегии Эйрика Кровавая Секира, получившая своё прозвище за то, что родила как минимум семерых сыновей (в их числе были король Норвегии Харальд Серая Шкура, герой саг Сигурд Слюна). Фигурирует в ряде саг как роковая женщина, властная красавица и колдунья.

## Биография

### Происхождение и ранние годы
Гуннхильд родилась примерно в 910 году, причём произошло это, согласно латинской «Истории Норвегии», в семье короля Дании Горма Старого и его жены Тиры. Когда она выросла, отец выдал её замуж за Эйрика Кровавая Секира — сына и главного наследника короля Норвегии Харальда Прекрасноволосого. Большинство современных исследователей принимает эти данные о происхождении Гуннхильд на веру и пишет о династическом союзе Инглингов и Кнютлингов, объединявших в ту эпоху Норвегию и Данию соответственно. Такая генеалогия объясняет, почему впоследствии Гуннхильд обратилась за помощью к сыну Горма Харальду Синезубому.
«Круг земной» и «Сага об Эгиле» называют Гуннхильд дочерью Эцура Рыло, хёвдинга из Халогаланда (самого северного региона Норвегии). По данным этих источников, Эйрик Кровавая Секира привёз девушку из похода в «страну бьярмов»: она училась колдовству у двух финнов, но люди Эйрика смогли их убить благодаря её помощи. В сагах упоминаются и братья Гуннхильд — Эйвинд Хвастун и Альв Корабельщик. Однако учёные считают, что это родство вымышлено, как и в целом халогаландская генеалогия Гуннхильд.

### Жизнь в браке
В последующие годы Эйрик расширял свою власть, используя в том числе поддержку жены. Автор «Саги о Харальде Прекрасноволосом» пишет, в частности, что по слухам именно Гуннхильд организовала отравление единокровного брата Эйрика Хальвдана Чёрного. Однако после смерти Харальда ещё один его сын, Хакон Воспитанник Адельстейна, победил Эйрика, и тому пришлось бежать из страны вместе с семьёй (примерно в середине 930-х годов). Изгнанники, согласно сагам, оказались сначала на Оркнейских островах, а потом, по приглашению епископа Вульфстана, в Северной Англии, где получили обширные владения с центром в Йорке. И Эйрик, и Гуннхильд приняли там христианство.
В 948 году Эйрик был изгнан своими подданными, в 952 году вернулся в Йорк, а в 954 году погиб в битве при Стейнморе. Впрочем, существует мнение, что Северной Англией правил не муж Гуннхильд, а какой-то другой исторический персонаж с тем же именем. Ни один английский источник не называет этого Эйрика норвежцем, Эдуард I в одном из писем называет его шотландцем, некоторые историки XIX века считали его датчанином, сыном Харальда Синезубого. Авторы саг, жившие на три века позже, могли произвольно объединить двух разных людей, и в этом случае рассказ о пребывании Гуннхильд в Англии и на Оркнейских островах следует считать вымыслом.
«Круг земной» называет Гуннхильд матерью семи сыновей: Гамли, Гутторма, Харальда Серая Шкура, Рагнфрёда, Эрлинга, Гудрёда и Сигурда Слюны. Это были амбициозные люди, мечтавшие захватить власть над Норвегией, потерянную их отцом. Поэтому Гуннхильд получила в сагах прозвище Мать Конунгов. «Сага об Эгиле» упоминает ещё одного сына Эйрика, Рёгнвальда, но остаётся неясным, была ли Гуннхильд его матерью.

### Вдовство
Потеряв мужа, Гуннхильд была вынуждена уехать из Англии. Она некоторое время жила на Оркнейских островах и там выдала дочь Рагнхильд за Арнфинна, сына и наследника местного ярла. Позже, узнав о вражде между Норвегией и Данией, Гуннхильд уехала с сыновьями к Харальду Синезубому в Роскилле. Там её хорошо встретили: с одной стороны, Харальд (в случае, если Гуннхильд действительно была его сестрой) должен был считать помощь семье Эйрика своим долгом, с другой стороны, он наверняка рассчитывал, оказав сыновьям Эйрика помощь против Хакона, вовлечь Норвегию в сферу своего влияния. Один из сыновей Гуннхильд, тоже Харальд, стал воспитанником короля, другие получили владения и титулы.
Сыновья Гуннхильд и поддерживавшие их датчане начали совершать набеги на побережье Южной Норвегии. Один из источников сообщает о пятилетней войне, другие — об одном, двух или трёх сражениях. Согласно «Кругу земному», в боях с людьми Хакона погибли сначала Гутторм Эйрикссон, потом Гамли. В очередной битве был смертельно ранен Хакон, и после этого пятеро оставшихся сыновей Эйрика вместе с матерью вернулись в Норвегию. Харальд стал королём, но контролировать он и его братья могли только центральную и юго-западную часть страны (примерно 960—965 годы).
В этот период, по словам Снорри Стурлусона, Гуннхильд «много вмешивалась в управление страной». Именно она подтолкнула сыновей к войне с ярлом Сигурдом, контролировавшим весь Трандхейм, а позже вела поиски Олава сына Трюггви — представителя младшей ветви династии, укрывшегося в Швеции. В борьбе за расширение семейных владений погибли Эрлинг и Сигурд Слюна. В 970 году погиб, попав в западню к датчанам, и Харальд Серая Шкура. После этого Гуннхильд с двумя оставшимися сыновьями, Гудрёдом и Рагнфрёдом, бежали на Оркнейские острова, оттуда пытались совершать набеги на Норвегию, но заметных успехов не достигли.
В «Саге об йомсвикингах» говорится, что в старости Гуннхильд снова оказалась в Дании, и там её убили, утопив в болоте. Историки датируют смерть королевы примерно 980 годом.

## Память
Гуннхильд упоминается примерно в 20 источниках разнообразного происхождения, что может считаться надёжным свидетельством в пользу историчности этой персоны. Впрочем, существует и мнение о том, что это всего лишь литературный персонаж, никогда не существовавший в реальности. Все источники относятся самое раннее к XIII веку, то есть хронологический разрыв составляет не менее 250 лет. К тому же подробные данные содержатся почти исключительно в исландских сагах и носят преимущественно сказочный характер. Авторы саг создали образ жестокой и властной красавицы, колдуньи, подчиняющей себе мужчин. Это могло быть связано с их враждебным отношением к норвежскому королевскому дому в целом или королю Эйрику и его семье в частности, а также с их желанием объяснить бегство своих предков из Норвегии в X веке. Гуннхильд стала одним из центральных персонажей в «Саге о Хаконе Добром» и «Саге о Харальде Серая Шкура» в составе «Круга Земного».
«Сага о Ньяле» упоминает внебрачную связь Гуннхильд с Хрутом сыном Херьольва в бытность его в Норвегии в правление Харальда Серая Шкура.
В 1835 году в поместье Харальдскъер в Ютландии рабочие, раскапывая торф, нашли хорошо сохранившееся тело неизвестной женщины, которое явно пролежало много веков. Учитывая данные «Саги о йомсвикингах», учёные решили, что это останки Гуннхильд Матери Конунгов. Однако позже выяснилось, что тело принадлежит женщине, жившей примерно в VI—V веках до н. э.